# Steve Hutchings
Stephen Hutchings (sinh ngày 13 tháng 12 năm 1990) là một cầu thủ bóng đá người Anh, thi đấu ở vị trí tiền đạo cho câu lạc bộ Conference South Havant & Waterlooville và trước đó là Bournemouth. Hiện tại anh thi đấu cho đội bóng ở Portsmouth Moneyfields FC ở Southern League Division One South.
Hutchings có màn ra mắt cho Bournemouth trên sân nhà trước Millwall, trong chiến thắng 2-0 tại League One ngày 29 tháng 3 năm 2008. Anh gia nhập đội bóng Conference South Dorchester Town với hợp đồng thử việc ngày 13 tháng 2 năm 2009. Anh trở lại Bournemouth từ Dorchester Town ngày 30 tháng 3 năm 2009.